# Jealousy (Loudness)
Jealousy és el setè àlbum d'estudi del grup de heavy metal japonès Loudness. Es va llançar el 1988, per la discogràfica Warner Bros. Records. La versió europea es va publicar per Wonded Bird Records amb la cançó Slap in the face del 1991 que no hi ha versió japonesa original.

## Cançons
1. Jealousy - (en directe)
2. Long Distance Love
3. Good Things Going
4. Die Of Hunger
5. Heavier Than Hell
6. Dreamer And Screamer

De la versió europea i americana:
1. Slap In The Face - (versió d'estudi)
2. Down 'N' Dirty - (en directe)
3. Playin' Games - (en directe)
4. Find A Way - (en directe)